# Julio Bianquet
Julio Bianquet (Buenos Aires, Argentina, 1907 - ibídem, 1966) fue un actor de cine; radio; teatro y televisión argentino.

## Carrera
Bianquet fue un destacado actor de reparto de la época dorada cinematográfica, donde interpretó unos 20 papeles, y también compartió escenas con celebridades del teatro nacional como Tita Merello, Tito Lusiardo, Leonor Rinaldi, Gregorio Cicarelli, Lolita Torres, Julio Rossi, Carlos Cotto y Severo Fernández.
Además tuvo una importante carrera radiofónica y televisiva, apareciendo entre otros éxitos en la telenovela El amor tiene cara de mujer.
En 1946 integró la lista de La Agrupación de Actores Democráticos, durante el gobierno de Juan Domingo Perón, y cuya junta directiva estaba formada por Pablo Racioppi, Lydia Lamaison, Pascual Nacaratti, Alberto Barcel y Domingo Mania.

### Filmografía destacada
- 1940: Sinvergüenza
- 1941: Un hombre bueno
- 1948: Tierra del Fuego
- 1951: La mujer del león
- 1954: Sucedió en Buenos Aires
- 1954: En carne viva
- 1955: Más pobre que una laucha
- 1955: Pájaros de cristal
- 1955: Bacará
- 1955: Mercado de abasto
- 1956: Después del silencio
- 1958: La morocha
- 1960: Plaza Huincul (Pozo uno)
- 1966: Del brazo con la muerte[4]

### Televisión
En 1964 actuó en la telenovela El amor tiene cara de mujer, protagonizada por Delfy de Ortega, Angélica López Gamio, Iris Láinez, Bárbara Mujica y Claudia Lapacó.

### Radio
En 1934 participó en LS4 Radio Porteña en el radioteatro Ronda policial, protagonizado por Carlos Gordillo, Lucía Barausse y Nelly Lainez, con libretos del comisario Ramón Cortés Conde.
En 1937 trabajó en un radioteatro en Radio El Mundo en 1937, junto a la primera actriz Niní Marshall, Paquito Bustos, Encarnación Fernández, Delfina Fuentes, Olga Mom, Ricardo Cerebello y  Daniel Lopéz Bretón.

### Teatro
En el teatro destacó con figuras como Lalo Malcolm, Antonio Alarcón, Juan Carlos Salas, Roberto García Ramos, Luis Tasca, María Concepción César y Andrés López, entre otros.
En 1947 ingresa en la Compañía Argentina de Piezas Cómicas encabezada por Emma Martínez y Mario Fortuna en el Teatro Cómico, donde estrena Se necesita un hombre con cara de infeliz.
En 1949 la obra El barbero junto con Omar Ceballos.
En la década del '50 hizo la obra teatral La acción en Buenos Aires, un día cualquiera de estos tiempos junto con Amelia Bence, Roberto Guthié, Amanda Santalla,  Luis Prendes, Romualdo Quiroga, Nélida del Río y Virginia Romay. También hizo la comedia El vivo vive del zonzo (1950) de Antonio Botta y Marcos Bronenmerg, con un elenco integrado por  Conchi Sánchez, Olga Duncan, Chola Duby, Mabel Cabello, Pura Delgui, María T. Gutiérrez, Chita Foras, Ego Brunoldi, Leónidas Brandl, Andrés López y  Raúl Cúneo.
También hizo algunas giras por el interior del país con la compañía teatral del actor José Ramírez, con el que tuvo mucho éxito en el Teatro Alberdi de Tucumán y el Teatro El Nacional de Buenos Aires, con la obra Se necesita un sinvergüenza. También en 1951 junto a él estrenó ¡Que gallego macanudo!,  en el Teatro Estornell. En el elenco estaban Alberto Vacarezza, Pura Derqui, Julio Escobar, Carmen Llambí, Vicente Formi, María Esther Leguizamón  y Germán Vega.

## Vida privada
Estuvo casado con la primera actriz Elena Lucena a quien abandonó a los siete meses después de que naciera la hija de ambos: Hebe.
Su hermano fue el también actor Carlos Bianquet y su cuñada la actriz Alicia Rojas.